# Люмбаго
Люмба́го (от лат. lumbus «поясница»); также простре́л или постре́л — острая боль в нижней части спины (пояснице) независимо от причин её возникновения и характера проявления. Люмбаго часто путают с радикулитом.

## Причины возникновения
В основном причинами люмбаго являются перенапряжение поясничной области, поясничные грыжи, смещение позвонков или же врожденные или травматические аномалии позвонков.
Причинами сильного внезапного люмбаго, которое может возникнуть у человека во время наклона или поднятия тяжести, обычно являются смещение межпозвонкового диска либо значительное напряжение мышц и связок спины.
Если люмбаго сопровождается ишиалгией (Sciatica), то скорее всего причиной его возникновения является смещение межпозвонкового диска.
Очень редко причинами люмбаго могут быть ревматические заболевания, некоторые инфекционные заболевания или опухоли.
Возникновение при люмбаго болевых феноменов обусловлено раздражением рецепторов, расположенных в области фиброзного кольца (Anulus fibrosus disci intervertebralis) поражённого диска или прилегающих к нему связок. В ответ возникает тоническое напряжение мышц.
Но даже используя современные методы, у 30 % больных люмбаго не удаётся выяснить причину заболевания.
Люмбаго чаще всего встречается у мужчин в возрасте 30−40 лет.

## Симптомы
Появляется, как правило, в момент интенсивной физической нагрузки или после неё, провоцируется перегреванием (с потливостью) и последующим охлаждением.
Характер внезапно появляющейся резкой боли в пояснице — рвущий, пульсирующий, прокалывающий, простреливающий. Субъективно болевые ощущения локализуются глубоко в мышцах, связках, костях.
Во время приступа человек становится беспомощным, застывает в вынужденной позе, любая попытка движения усиливает боль, развивается спазм мышц поясничной области. Длительность боли достигает от нескольких минут до нескольких часов и суток. В покое и в положении лежа на жёсткой поверхности острая боль стихает. Бывает, что сильная боль исчезает так же внезапно, как и появилась. В этом случае у больных возникает ощущение, что в пояснице «что-то встало на место».
При интенсивных болях используют болеутоляющие и спазмолитические обезболивающие препараты, функциональные методы.

## Профилактика люмбаго
При люмбаго действенными являются умеренные физические нагрузки: гимнастические упражнения лёжа на спине, отдельные занятия на силовых тренажерах, фитнес, растяжки, велопрогулки, которые укрепляют мышцы и способствуют сохранению нормальной эластичности позвоночника.